# 안평중학교 신평분교
안평중학교 신평분교는 경상북도 의성군 신평면에 있었던 중학교 분교이다.

## 변천
- 1971년 1월 29일 안평중학교 신평분교 설립 인가
- 1971년 3월 1일 신평분교장 개교
- 1975년 3월 1일 신평중학교 승격 분리
- 1995년 3월 1일 안평중학교 분교장 격하 편입
- 2007년 3월 1일 폐교 및 안평중학교 통폐합